# 周成龍
周成龍（1946年2月20日—），上海人，中国國家一級作曲家，擅長寫作國樂曲目，代表作有二胡協奏曲《江戀》、琵琶協奏曲《西雙版納的晚霞》、笛子協奏曲《山風》、古琴曲協奏曲《廣陵散》、中胡協奏曲《科拉沁草原的傳說》及大合奏曲《川西隨想》等曲。為中国音乐家协会会员，上海音乐家协会理事，中国民族管弦乐学会常务理事，上海音乐家協會民族管弦樂專業委員會主任、上海青年爱乐民乐团藝術總監。